# Associação Atlética Francana
Maillots
Le Associação Atlética Francana est un club de football brésilien basé à Franca, dans l'État de São Paulo.

## Palmarès
- Champion de l'État de São Paulo de seconde division : 1977